# Карпилівка (Дубенський район)
Карпи́лівка — село в Україні, у Крупецькій сільській громаді Дубенського району Рівненської області. Населення становить 399 осіб.

## Географія
Селом тече річка Ситенька.

## Історія
У 1906 році село Крупецької волості Дубенського повіту Волинської губернії. Відстань від повітового міста 41 верст, від волості 5. Дворів 96, мешканців 539.
7 (20) листопада 1917 року, відповідно до Третього Універсалу Української Центральної Ради, увійшло до складу Української Народної Республіки.
12 червня 2020 року, відповідно до розпорядження Кабінету Міністрів України № 722-р від «Про визначення адміністративних центрів та затвердження територій територіальних громад Рівненської області», увійшло до складу Крупецької сільської громади Радивилівського району..
19 липня 2020 року, в результаті адміністративно-територіальної реформи та ліквідації Радивилівського району, село увійшло до складу Дубенського району.